# Helm (Heraldik)
Der Helm ist in der Heraldik ein Bestandteil des Oberwappens und als Wappenfigur auch im Schild.

## Funktion und Darstellung

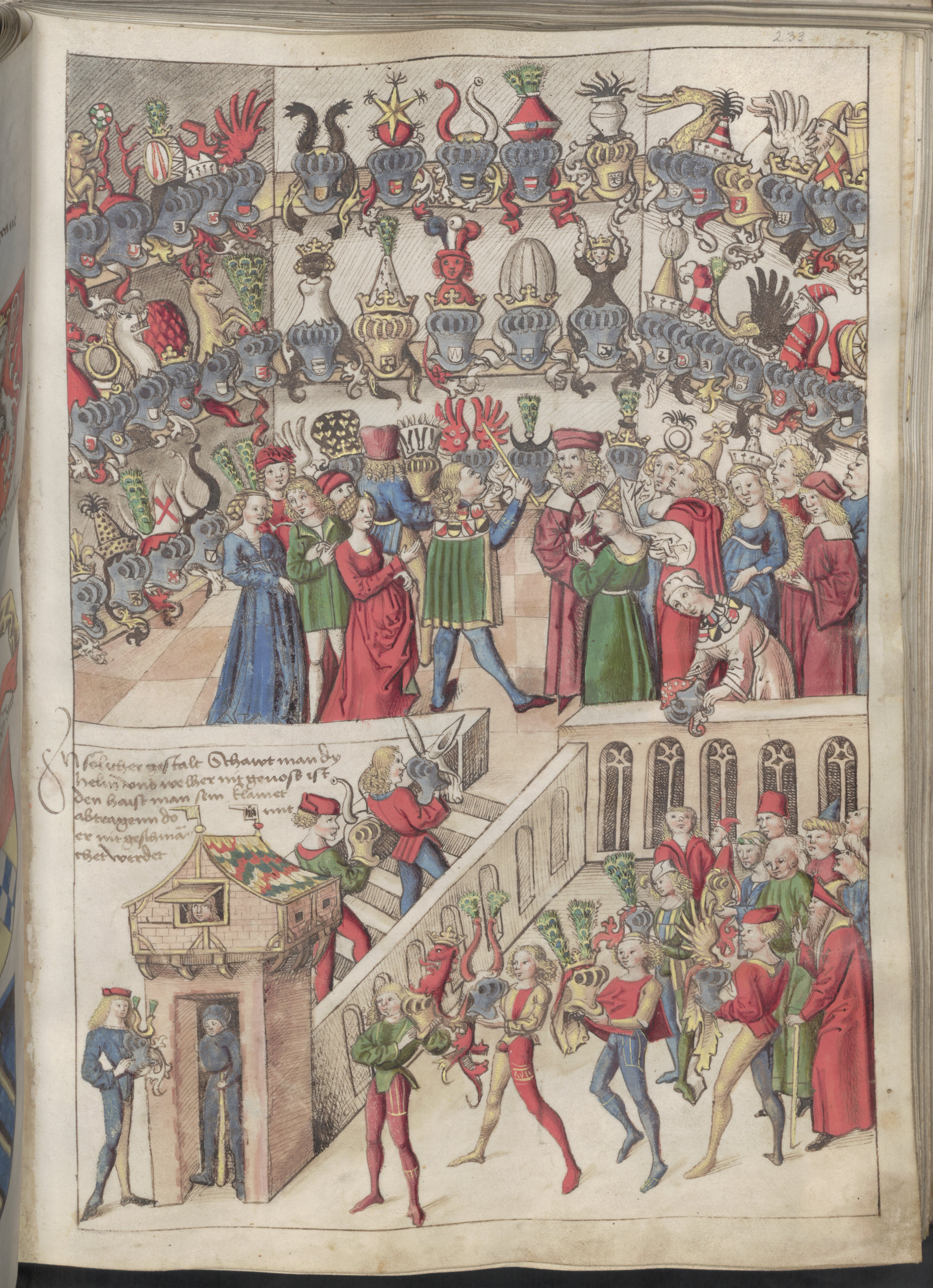
Wappenschau: Herolde zeigen die blasonierten Helmziere der Turniergesellschaft Grünenbergs Wappenbuch. 1483

Bekannt seit dem frühen 13. Jahrhundert, ist er eines der wichtigsten Dinge im Wappenwesen geworden und wurde genauso wichtig genommen, wie der Wappenschild selbst. In Siegeln vor dieser Zeit sind Helm und Schild als getrennte Dinge angesehen worden. Erst die sogenannte Helmschau bei Turnieren zur Feststellung der Ritterlichkeit hat ihn aufgewertet. Mit dem Verfall des Rittertums, der eigentlichen Heraldik, hat der Helm zunehmend Einzug in die tote Heraldik gefunden. Später, und dann durch Verleihung des Landesherrn, haben auch Frauen und Gemeinden die Möglichkeit bekommen, den Helm auf ihren Wappen zu zeigen.
Der Helm ruht auf dem oberen Schildrand und ist nach vorn zum Betrachter gekehrt oder blickt nach vorn (heraldisch rechts, also links im Bild – der ursprüngliche Normalfall, später nur mehr Ausnahmen).
Auf dem Helm wird die Helmdecke aufgelegt. Diese wird dem Zeitgeschmack entsprechend mal strenger
oder voluminös flatternd dargestellt. Die Oberseite ist dabei meist farbig, die Unterseite metallisch (Gold oder Silber). Die Helmdecke erweckt den Eindruck eines in Streifen geschnittenen und schnörkelig herabhängenden Tuchs.
Hierauf wird der Helmwulst oder die Helmkrone (in späterer sogenannter „Papierheraldik“ die dem Adelstitel der betreffenden Familie entsprechende Rangkrone) aufgesetzt und die anderen Elemente des Helmschmucks folgen. Sparsame Gestaltungen sind allerdings auch bekannt. Anschließend folgen die weiteren Bestandteile des Oberwappens.
Wappenhelme werden in blasser Stahlfarbe dargestellt. Sie werden beispielsweise silbern mit rotgefütterter Innenseite dargestellt. Nur Adlige bedeutender Familiengeschlechter durften den Helm vergolden und offen führen, also die Spangen vom Helm fortlassen.
Der Helm ruht im Allgemeinen auf dem Schild, da es im Mittelalter üblich war, den Schild zu verkippen und den Helm auf das obere linke Schildeck zu stellen, was wohl auch im Turnierwesen zur Präsentation üblich war.
Auch das Stellen der Helme neben dem Schild ist verbreitet.
Ursprünglich war der Helm in rein standardisierter Form gebräuchlich. In der moderneren Heraldik ist die Wahl des richtigen Helmes von besonderer Wichtigkeit: Nicht jeder Helm ist ein heraldisch korrekter. Zu den Wappenhelmen werden solche gezählt, die mit einem Helmkleinod geziert und bei Turnieren von Rittern getragen worden sind. So rechnet man den aus dem frühen Mittelalter bekannten Kübelhelm und Topfhelm dazu. Der Spangenhelm oder Kolbenturnierhelm und der Stechhelm spielen eine wichtige Rolle. Beide Helme sind seit Mitte des 15. Jahrhunderts bekannt, ihr Gebrauch für das Wappen beginnt etwa ein Jahrhundert später.
Den Rang aus der Art und Stellung des Helmes zu erkennen, ist nur in Frankreich und England möglich. Versuche in Deutschland waren weniger erfolgreich. Hier wurde den adligen Familien der Spangenhelm und den bürgerlichen Wappen der Stechhelm aufgesetzt, allerdings auch nicht durchgängig. So gibt es Wappen adliger Familien mit Stechhelmen (s. Bildbeispiel unten der Grafen Isenburg). Über die verschiedenen Zeitepochen war auch der Bügelhelm für bestimmte Gruppen von Wappenträgern üblich. Doch die Grenzen verwischten immer wieder. Napoleon versuchte durch seine Wappenreform, den Helm durch federgeschmückte Barette zu ersetzen. Sein Untergang besiegelte auch diese Reform.
Sind mehrere Helme über dem Schild angeordnet (bei einer Wappenvereinigung werden in der nachmittelalterlichen Heraldik im Vollwappen die Helme auf dem vereinigten Schild versammelt), werden sie bis auf den mittleren, ranghöchsten Helm nach innen ins Profil gewendet. Helme über belehnte Schilde sind immer im Profil. Die Anzahl nahm nach der Blütezeit der Heraldik bedeutend zu.
Die Blasonierung mehrerer Helme über dem Wappen erfolgt von der Mitte aus im Wechsel von rechts und links des ersten oder Mittelhelmes.
Als Gemeine Figur – also selbst Element des Wappenbilds – ist der Helm im Wappenschild selten. Es gibt Wappen, auf denen ein Wappentier mit aufgesetztem Helm gezeigt wird oder der Helm den Schildhaltern aufgesetzt wird.

## Beispiel Helm über dem Wappen

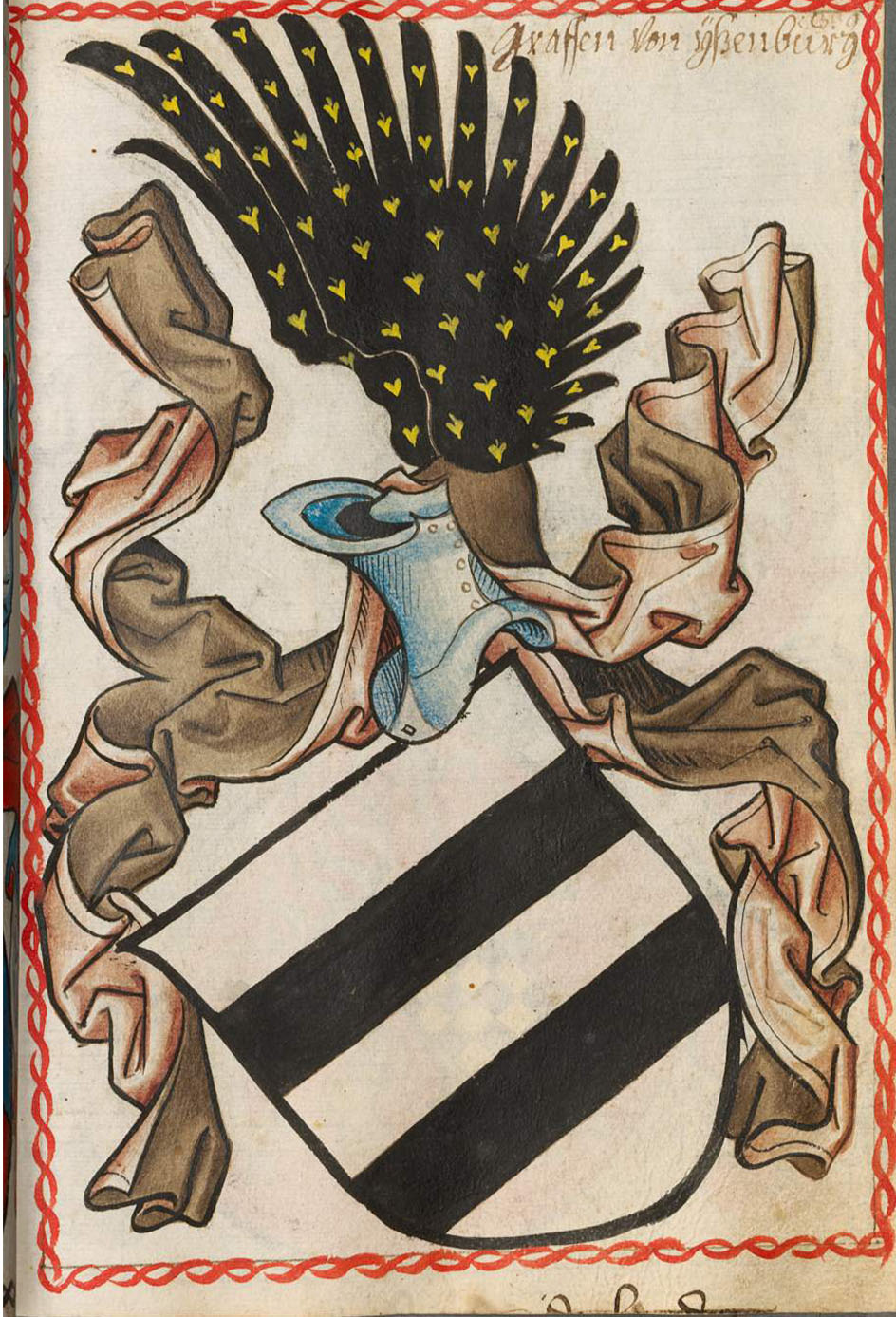
Darstellung Helm mit Decke und Zierrat im Scheiblerschen Wappenbuch (15. bis 17. Jh., hier: Grafen Isenburg)
Vollwappen (Großes Wappen, hier: Jamaika)
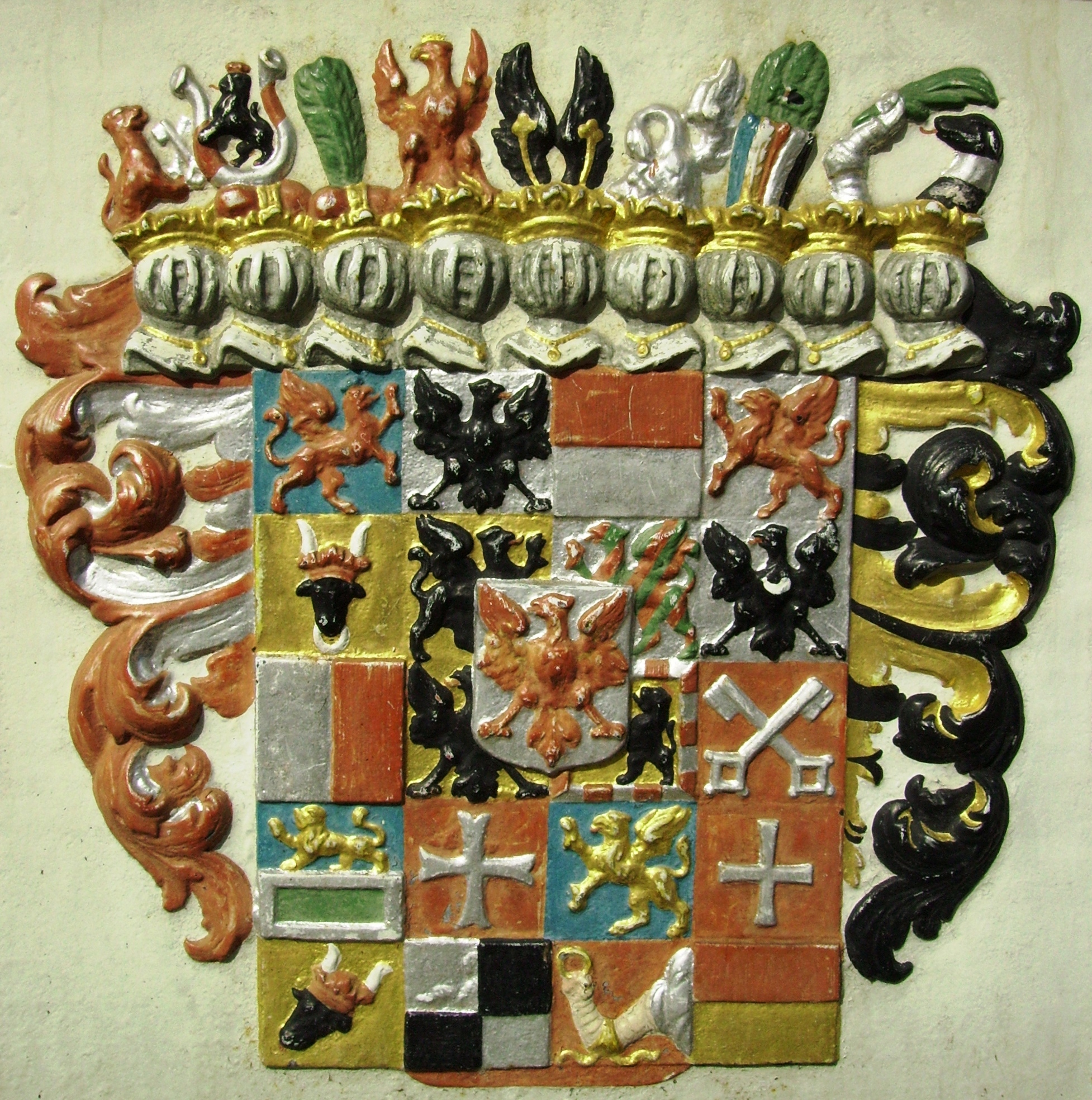
Neun Helme im Oberwappen (Markgrafen von Ansbach und Bayreuth)
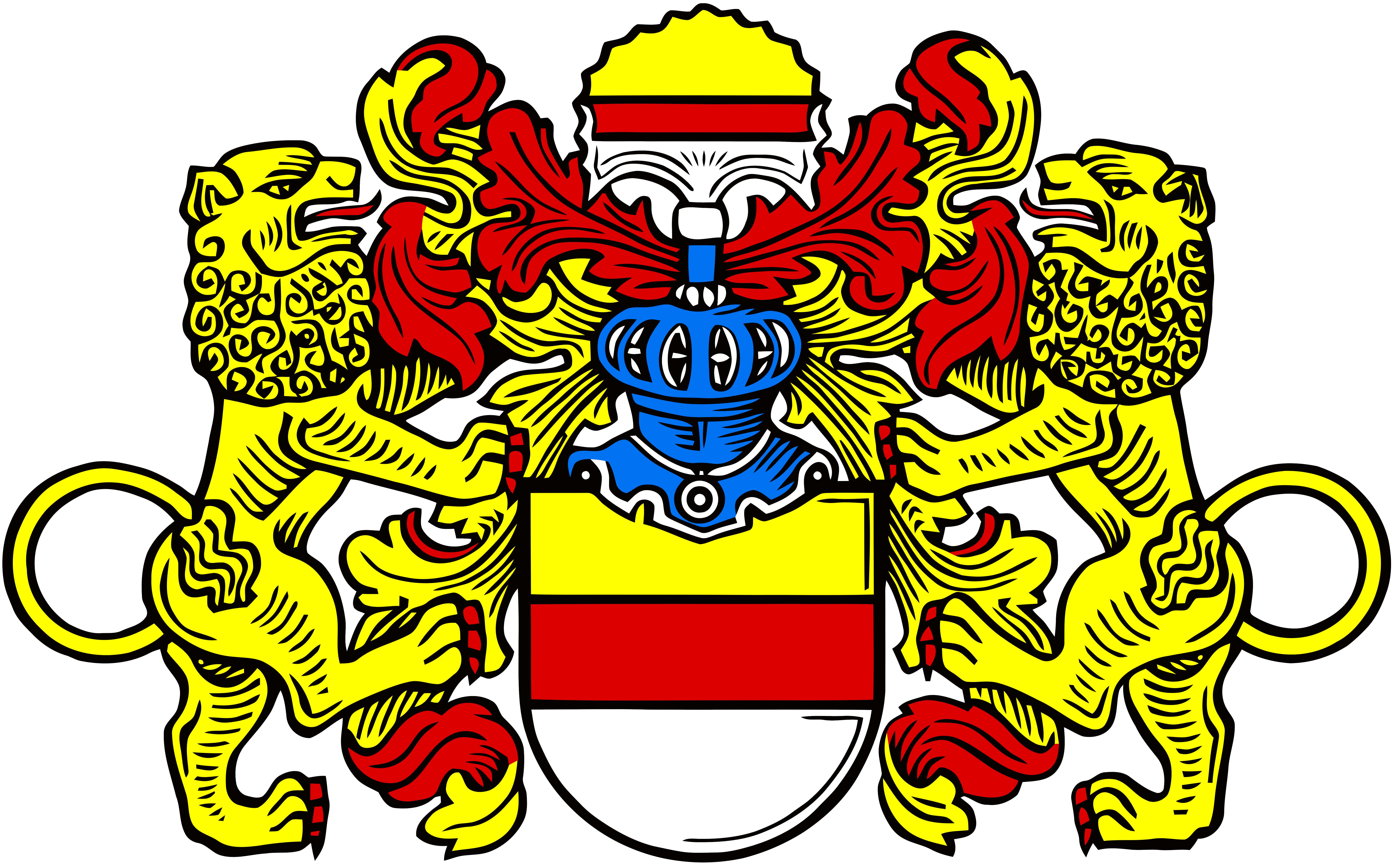
Spangenhelm beim Wappen von Münster
und dem von Überlingen am Bodensee
Gekrönter Spangenhelm im Wappen Kärntens
Wappen derer von Oppenheim
Soest (Niederlande), einziges Gemeindewappen in NL mit Helm statt Krone

## Beispiele Helm im Wappen

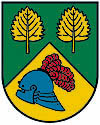
Wappen von Allhaming
Wappen von Ebenweiler
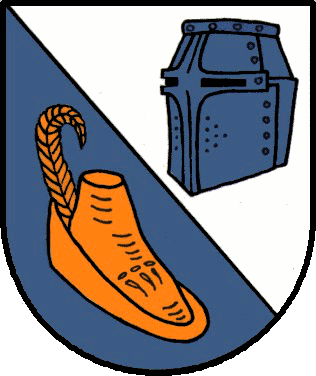
Topfhelm im Wappen von Gilgenberg am Weilhart
Hersehender Kübelhelm im Wappen von Halbs
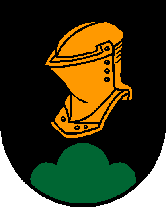
Helm im Wappen von Hellmonsödt
Wappen von Helmstadt
Stadt Usedom wiederholt einen Helm mit Zier im Wappen
Stockstadt am Main mit Legionärshelm
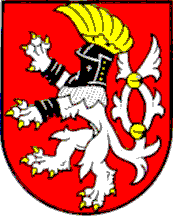
Wappen von Ústí nad Labem mit Stechhelm
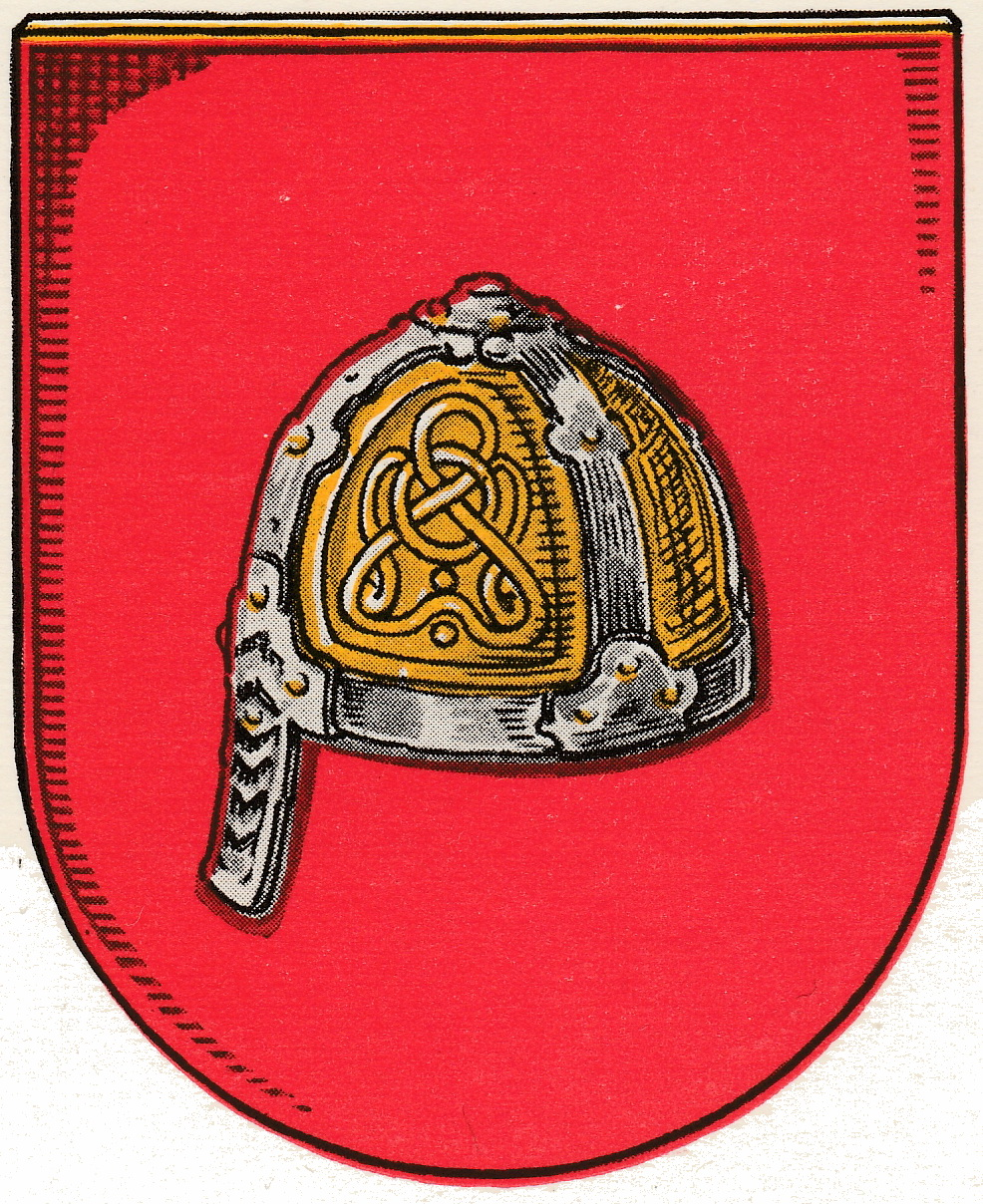
Wallenstedt: Altgermanischer silberner Spangenhelm mit Naseneisen